# Список золотых монет Украины

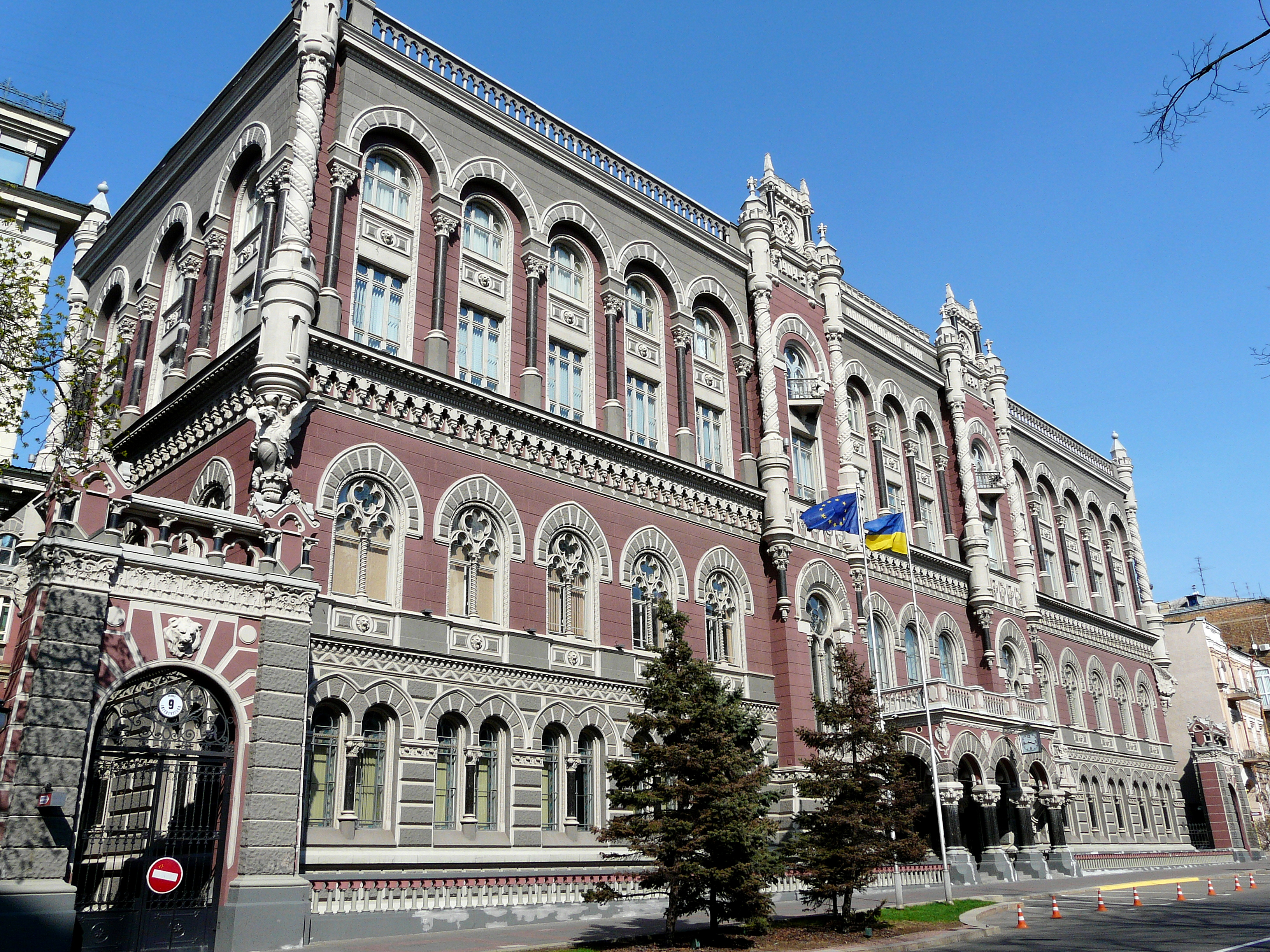
Здание Национального банка Украины

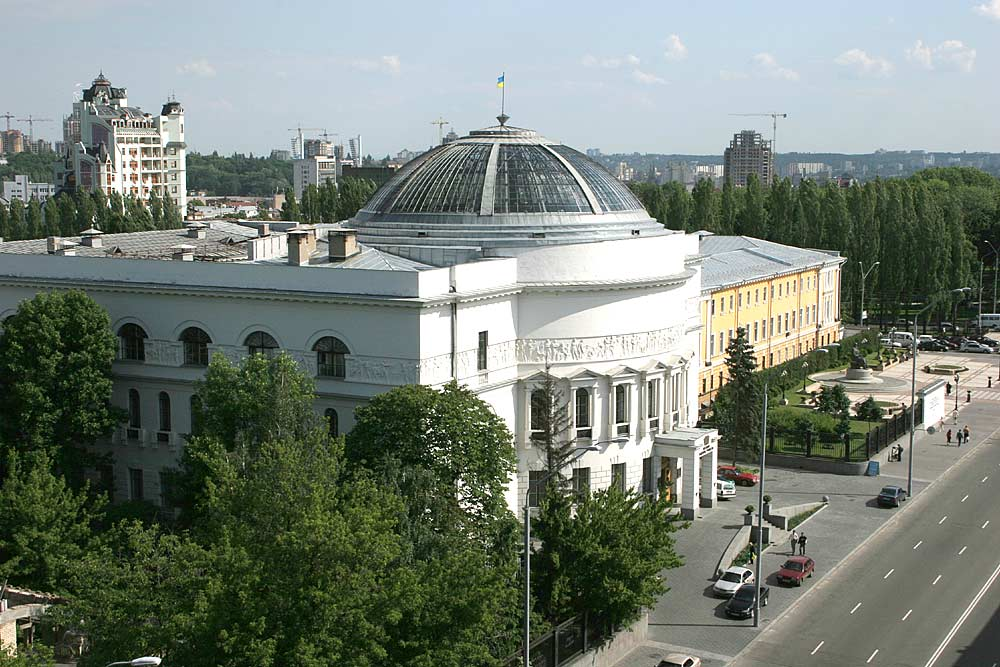
Бывшее здание Центральной Рады, Киев

Список золотых монет, отчеканенных на монетном дворе Национального банка Украины по сериям.

## История
Денежное обращение на территории современной Украины возникло в VII-начале VI века до н. э.
В 1918 году, после создания Украинской народной республики, разрабатывались проекты первых золотых и серебряных монет. На монетах был изображен бюст Т. Г. Шевченко и дом Центральной Рады.
В 1995 году Национальный банк Украины начал выпуск серий юбилейных монет. В 1996 году первые памятные и исторические монеты Украины с номиналом гривны были изготовлены на Австрийском монетном дворе.
Современный Украинский монетный двор («Банкнотно-монетний двір НБУ»), где ныне чеканятся золотые монеты, был основан в 1991 году и входит в пятерку лучших в мире по технологическому оснащению. Золотые монеты, отчеканенные на Монетном дворе, делятся на инвестиционные и коллекционные. Стоимость монет зависит от их нумизматической ценности. На стоимость монет мало влияет их вес и стоимость металла. Нумизматическая ценность в основном определяется тонкостью и качеством чеканки; принадлежности к определенной серии; тиражом и годом выпуска. Наиболее дорогой современной золотой коллекционной монетой Украины стала монета, отчеканенная к финалу чемпионата Европы по футболу ЕВРО-2012. Финальная часть турнира UEFA Euro 2012 завершились 1 июля 2012 года финальной игрой в Киеве. Монета была оценена в 350 тыс. гривен. Цена этой складывается из стоимости, веса самого золота (500 г.), малого тиража (500 шт.).
Последней 17 августа 2016 года была ведена в обращение золотая монета «25 лет независимости Украины» из серии «Возрождение украинской государственности».
Каждая монета, включая её аверс и реверс, имеют своих художников и скульпторов. Над монетами работали украинские художники и скульпторы: Таран Владимир, Харук Александр, Харук Сергей, Скобликова Мария, Кузьмин Александр, Иваненко Святослав, Демьяненко Владимир, Чайковский Роман и др.
В разное время на монетном дворе Национального банка Украины выпущены серии золотых монет:

## Золотые монеты

### Знаки зодиака
Монеты серии «Знаки зодиака» выпускались с 2006 по 2008 год. Кроме золотых монет, в этой серии выпускались и серебряные монеты номиналом в 5 гривен.
| Название | Номинал, грн. | Металл             | Масса, грам | Диаметр, мм | Качество изготовления       | Гурт    | Тираж, штук | Аверс | Реверс |
| -------- | ------------- | ------------------ | ----------- | ----------- | --------------------------- | ------- | ----------- | ----- | ------ |
| Близнецы | 2             | золото 999.9 проба | 1.24        | 13.92       | «специальний анциркулейтед» | гладкий | 10 000      |       |        |
| Водолей  | 2             | золото 999.9 проба | 1.24        | 13.92       | «специальный анциркулейтед» | гладкий | 10 000      |       |        |
| Дева     | 2             | золото 999.9 проба | 1.24        | 13.92       | «специальний анциркулейтед» | гладкий | 10 000      |       |        |
| Козерог  | 2             | золото 999.9 проба | 1.24        | 13.92       | «специальный анциркулейтед» | гладкий | 10 000      |       |        |
| Лев      | 2             | золото 999.9 проба | 1.24        | 13.92       | «специальный анциркулейтед» | гладкий | 10 000      |       |        |
| Овен     | 2             | золото 999.9 проба | 1.24        | 13.92       | «специальный анциркулейтед» | гладкий | 10 000      |       |        |
| Рак      | 2             | золото 999.9 проба | 1.24        | 13.92       | «специальный анциркулейтед» | гладкий | 10 000      |       |        |
| Рыбы     | 2             | золото 999.9 проба | 1.24        | 13.92       | «специальный анциркулейтед» | гладкий | 10 000      |       |        |
| Скорпион | 2             | золото 999.9 проба | 1.24        | 13.92       | «специальный анциркулейтед» | гладкий | 10 000      |       |        |
| Стрелец  | 2             | золото 999.9 проба | 1.24        | 13.92       | «специальний анциркулейтед» | гладкий | 10 000      |       |        |
| Телец    | 2             | золото 999.9 проба | 1.24        | 13.92       | «специальный анциркулейтед» | гладкий | 10 000      |       |        |
| Весы     | 2             | золото 999.9 проба | 1.24        | 13.92       | «специальный анциркулейтед» | гладкий | 10 000      |       |        |

### Возрождение украинской государственности
| Название                     | Номинал, грн. | Металл           | Масса, грам | Диаметр, мм | Качество изготовления     | Гурт                              | Тираж, штук | Аверс | Реверс |
| ---------------------------- | ------------- | ---------------- | ----------- | ----------- | ------------------------- | --------------------------------- | ----------- | ----- | ------ |
| 10 лет независимости Украины | 10            | золото 900 проба | 3.88        | 16.00       | пруф                      | гладкий                           | 3 000       |       |        |
| 20 лет независимости Украины | 100           | золото 900 проба | 31.1        | 32.0        | пруф                      | гладкий с заглубленными надписями | 1 000       |       |        |
| 25 лет независимости Украины | 250           | золото 900 проба | 62,2        | 42,0        | специальный анциркулейтед | гладкий с заглубленными надписями | 400         |       |        |

### Наименьшая золотая монета
Монеты серии «Наименьшая золотая монета» выпускались в 2003 по 2012 год. Всего было выпущено 12 золотых монет номиналом в 2 гривны и весом в 1,24 грамма.
| Название                     | Номинал, грн. | Металл             | Масса, грам | Диаметр, мм | Качество изготовления         | Гурт    | Тираж, штук | Аверс | Реверс |
| ---------------------------- | ------------- | ------------------ | ----------- | ----------- | ----------------------------- | ------- | ----------- | ----- | ------ |
| Сурок (байбак)               | 2             | золото 999.9 проба | 1.24        | 13.92       | специальный анциркулейтед     | гладкий | 10 000      |       |        |
| Саламандра                   | 2             | золото 999.9 проба | 1.24        | 13.92       | повышенная                    | гладкий | до 10 000   |       |        |
| Аист                         | 2             | золото 999,9 проба | 1.24        | 13.92       | повышенная                    | гладкий | до 10 000   |       |        |
| Скифское золото              | 2             | золото 999,9 проба | 1.24        | 13.92       | специальное нециркулированное | гладкий | до 15 000   |       |        |
| Скифское золото (богиня Али) | 2             | золото 999,9 проба | 1.24        | 13.92       | специальный анциркулейтед     | гладкий | 10 000      |       |        |
| Ёж                           | 2             | золото 999,9 проба | 1.24        | 13.92       | специальный анциркулейтед     | гладкий | 10 000      |       |        |
| Черепаха                     | 2             | золото 999,9 проба | 1.24        | 13.92       | специальный анциркулейтед     | гладкий | 10 000      |       |        |
| Скифское золото. Кабан       | 2             | золото 999.9 проба | 1.24        | 13.92       | специальный анциркулейтед     | гладкий | 10 000      |       |        |
| Пчела                        | 2             | золото 999.9 проба | 1.24        | 13.92       | специальный анциркулейтед     | гладкий | 10 000      |       |        |
| Мальва                       | 2             | золото 999.9 проба | 1.24        | 13.92       | специальный анциркулейтед     | гладкий | 8 000       |       |        |
| Скифское золото. Олень       | 2             | золото 999.9 проба | 1.24        | 13.92       | специальный анциркулейтед     | гладкий | 10 000      |       |        |
| Калина красная               | 2             | золото 999.9 проба | 1.24        | 13.92       | специальный анциркулейтед     | гладкий | 10 000      |       |        |

### Духовные сокровища Украины
Монеты серии «Духовные сокровища Украины» выпускались с 1997 по 2007 год.
| Название                                                         | Номинал, грн. | Металл             | Масса, грам          | Диаметр, мм | Качество изготовления | Гурт                              | Тираж, штук | Аверс | Реверс |
| ---------------------------------------------------------------- | ------------- | ------------------ | -------------------- | ----------- | --------------------- | --------------------------------- | ----------- | ----- | ------ |
| Энеида                                                           | 100           | золото 900 проба   | 15.55                | 25.00       | пруф                  | гладкий                           | 2000        |       |        |
| Богоматерь Оранта                                                | 500           | золото 999,9 проба | 31.1                 | 32.0        | «анциркулейтед»       | секторальное рифление             | 1000        |       |        |
| Оранта                                                           | 250           | золото 999,9 проба | 15.55                | 25.0        | «анциркулейтед»       | секторальное рифление             | 3000        |       |        |
| Оранта                                                           | 125           | золото 999,9 проба | 7.78                 | 20.0        | «анциркулейтед»       | секторальное рифление             | 4000        |       |        |
| Оранта                                                           | 50            | золото 999,9 проба | 3.11                 | 16.0        | «анциркулейтед»       | секторальное рифление             | 2000        |       |        |
| Киево-Печерская Лавра                                            | 200           | золото 900 проба   | 15.55                | 25.0        | «пруф»                | гладкий                           | 20000       |       |        |
| Пектораль                                                        | 100           | золото 900 проба   | 31.1                 | 32.0        | «пруф»                | секторальное рифление             | 1500        |       |        |
| Киевская Псалтирь                                                | 100           | золото 900 проба   | 15.55                | 25.00       | «пруф»                | гладкий                           | 2000        |       |        |
| Острожская Библия                                                | 100           | золото 900 проба   | 31.1                 | 32.0        | «пруф»                | секторальное рифление             | 4 000       |       |        |
| Успенский собор Киево-Печерской лавры                            | 100           | золото 900 проба   | чистая масса — 15.55 | 25.00       | «пруф»                | гладкий                           | 3000        |       |        |
| Михайловский Златоверхий собор                                   | 100           | золото 900 проба   | чистая масса — 15.55 | 25.00       | «пруф»                | гладкий                           | 3000        |       |        |
| Нестор Летописец                                                 | 50            | золото 900 проба   | 15,55                | 25,0        | «пруф-лайк»           | гладкий                           | 5000        |       |        |
| Предоставление Томоса об автокефалии Православной церкви Украины | 100           | золото 900 проба   | чистая масса — 31.1  | 32,0        | «пруф»                | гладкий с заглубленными надписями | 1500        |       |        |

### 2000-летие Рождества Христова
| Название           | Номинал, грн. | Металл           | Масса, грам | Диаметр, мм | Качество изготовления | Гурт    | Тираж, штук | Аверс | Реверс |
| ------------------ | ------------- | ---------------- | ----------- | ----------- | --------------------- | ------- | ----------- | ----- | ------ |
| Рождество Христово | 50            | золото 900 проба | 15.55       | 25.0        | пруф                  | гладкий | 3000        |       |        |
| Крещение Руси      | 50            | золото 900 проба | 15.55       | 25.0        | пруф                  | гладкий | 3000        |       |        |

### Памятники архитектуры Украины
| Название          | Номинал, грн. | Металл           | Масса, грам | Диаметр, мм | Качество изготовления | Гурт                  | Тираж, штук | Аверс | Реверс |
| ----------------- | ------------- | ---------------- | ----------- | ----------- | --------------------- | --------------------- | ----------- | ----- | ------ |
| Золотые ворота    | 100           | золото 900 проба | 31.1        | 32.0        | «пруф»                | секторальное рифление | 2000        |       |        |
| Ласточкино гнездо | 50            | золото 900 проба | 15.55       | 25.0        | «пруф»                | гладкий               | 4 000       |       |        |

### Выдающиеся личности Украины
| Название       | Номинал, грн. | Металл           | Масса, грам | Диаметр, мм | Качество изготовления | Группа  | Тираж, штук | Аверс | Реверс |
| -------------- | ------------- | ---------------- | ----------- | ----------- | --------------------- | ------- | ----------- | ----- | ------ |
| Тарас Шевченко | 200           | золото 900 проба | 15.55       | 25.0        | «пруф»                | гладкий | 10 000      |       |        |

### Античные памятники Украины
| Название             | Номинал, грн. | Металл           | Масса, грам | Диаметр, мм | Качество изготовления | Гурт                           | Тираж, штук | Аверс | Реверс |
| -------------------- | ------------- | ---------------- | ----------- | ----------- | --------------------- | ------------------------------ | ----------- | ----- | ------ |
| Херсонес Таврический | 100           | золото 900 проба | 31.1        | 32.0        | пруф                  | Секторальное рифление          | 3 000       |       |        |
| Боспорское царство   | 100           | золото 900 проба | 31.1        | 32.0        | пруф                  | гладкий с заглубленными краями | 3 000       |       |        |

### Спорт
| Название                                          | Номинал, грн. | Металл | Масса, грам | Диаметр, мм | Качество изготовления     | Гурт                           | Тираж, штук | Аверс | Реверс |
| ------------------------------------------------- | ------------- | ------ | ----------- | ----------- | ------------------------- | ------------------------------ | ----------- | ----- | ------ |
| Финальный турнир Чемпионат Европы по футболу 2012 | 500           | золото | 500,0       | 80,0        | специальный анциркулейтед | гладкий с углубленной надписью | 500         |       |        |

### Другие монеты
| Название                          | Номинал, грн. | Металл | Масса, грам | Диаметр, мм | Качество изготовления | Гурт                           | Тираж, штук | Аверс | Реверс |
| --------------------------------- | ------------- | ------ | ----------- | ----------- | --------------------- | ------------------------------ | ----------- | ----- | ------ |
| 1025-летие крещения Киевской Руси | 100           | золото | 31,1        | 32,0        | пруф                  | гладкий с углубленной надписью | 1025        |       |        |
| Украинский балет                  | 50            | золото | 15,5        | 25,0        | пруф                  | гладкий                        | 4 000       |       |        |